# Горец почечуйный
Горе́ц почечу́йный, или Почечу́йная трава́, или Персика́рия пятни́стая, или Геморройная трава (лат. Persicária maculósa) — вид растений рода Персикария (Persicaria) семейства Гречишные (Polygonaceae).
Другие названия — горкушник, блошная трава, горчак почечуйный, гусятник.

## Ботаническое описание

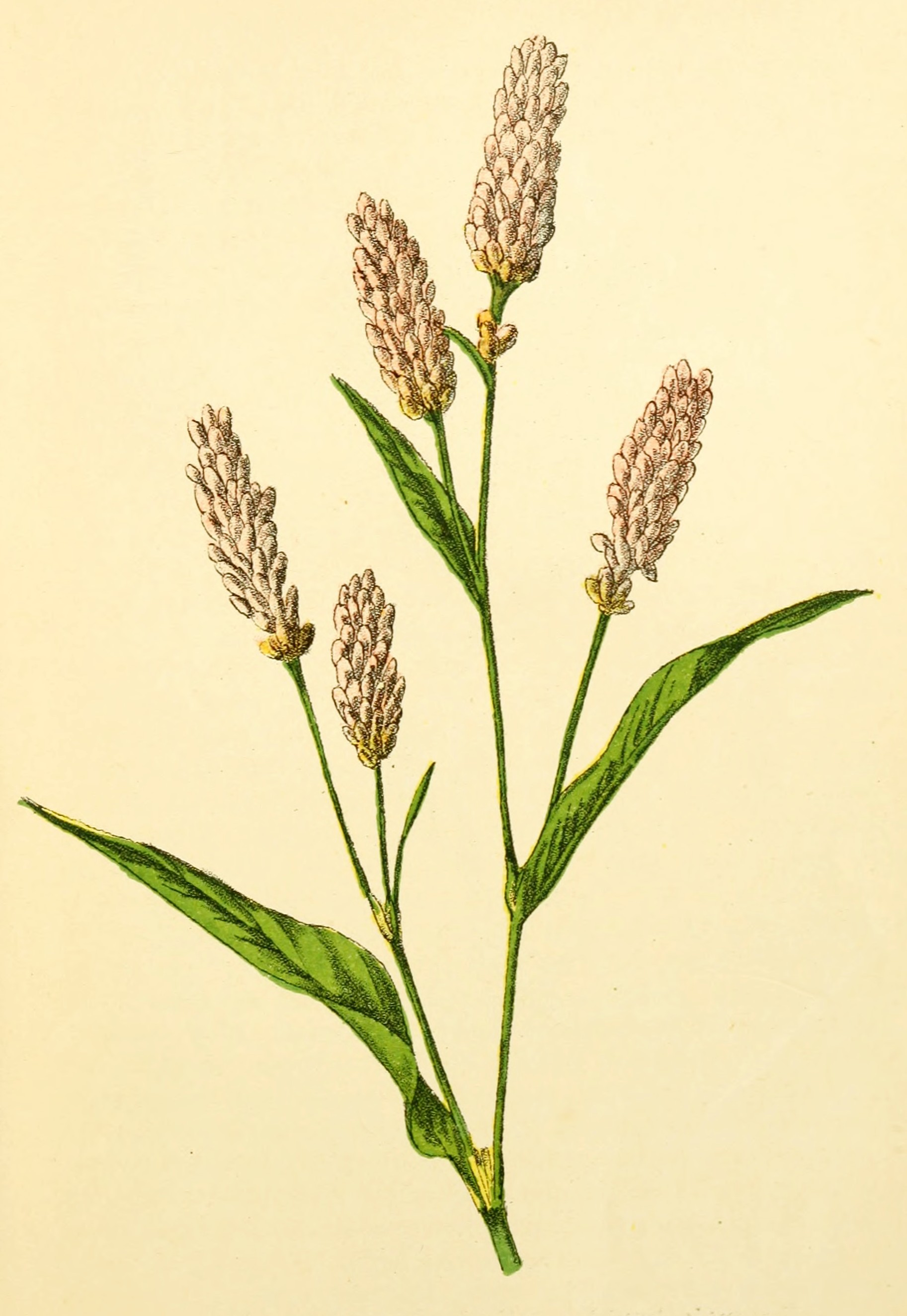
Ботаническая иллюстрация из книги Plantenschat : inleiding tot de kennis der flora van Nederland, 1898

Однолетнее травянистое растение до 1 м высоты.
Корень стержневой, слабоветвистый.
Стебель прямостоячий, одиночный, ветвистый, узловатый.
Листья 3—10 см длины, очерёдные, ланцетные, к основанию клиновидно-суженные, цельнокрайные, короткочерешковые, почти сидячие, голые, сверху часто с красноватым пятном, с опушёнными раструбами, несущими по краю реснички.
Цветки мелкие, розовые или белые, в густых цилиндрических колосовидных кистях длиной 2—3 см на верхушке стебля. Тычинок шесть, пестик один с верхней, одногнёздной завязью и двумя-тремя столбиками. Цветёт в июне — августе.
Плод — чёрный блестящий, яйцевидный или трёхгранный орешек, покрытый плёнчатым околоцветником.

## Распространение и экология
Растёт по берегам рек, озёр, мелиоративных каналов, на сырых лугах, как сорняк на полях, в садах и огородах. Часто образует заросли с другими гигрофильными растениями.
Произрастает в Европе и Азии. Был случайно завезён в Северную Америку и прижился во всех странах материка, был обнаружен вдоль дорог, рек.
В России растёт на всей территории, исключая северную полосу.

## Химический состав
Трава содержит танин, эфирное масло (0,05 %), флавоноиды (авикурярин, рутин, кверцетин, кверцитрин и изокверцитрин, гиперозид), органические кислоты, 1,5 % дубильных веществ, аскорбиновую кислоту, витамин K, слизь, пектиновые вещества (5,4 %), углеводы и др.
В корнях обнаружены оксиметилантрахиноны.
Содержание аскорбиновой кислоты (в мг на 1 кг абсолютно сухого вещества): в цветках 1911, в листьях 4523, в стеблях 717.
Содержит 0,3—1,1 % кремнекислоты, количество её возрастает от весны к осени: 15 июня 0,3 %, июль 0,6 %, август 1,0 %, октябрь 1,1.

## Хозяйственное значение и применение
В медицине препараты горца почечуйного используют как слабительное и кровоостанавливающее средство при запорах, геморрое, маточных кровотечениях. Растение обладает антибактериальной активностью.
Медоносные пчёлы могут брать нектар с цветков горца почечуйного с августа до осенних заморозков. Мёд светло-янтарный, но может быть и тёмным.

## Классификация

### Таксономия
- Persicaria maculosa Gray, 1822, Nat. Arr. Brit. Pl. 2: 269

Вид Горец почечуйный относится к роду Горец (Persicaria) семейства Гречишные (Polygonaceae) порядка Гвоздичноцветные (Caryophyllales) последовательно входящего в клады Суперастериды → Эвдикоты → Цветковые растения. Таксономическая схема в соответствии с Системой APG IV по состоянию на декабрь 2023 года:
|  |                          |  |                                   |                                   |                     |  | еще 40 семейств | еще 40 семейств |                      |  |  |  | еще 65 подтвержденных видов и 209 видов в статусе "неподтвержденных" |
|  |                          |  |                                   |                                   |                     |  | еще 40 семейств | еще 40 семейств |                      |  |  |  | еще 65 подтвержденных видов и 209 видов в статусе "неподтвержденных" |
|  |                          |  |                                   | порядок Гвоздичноцветные          |                     |  |                 |                 | род Горец            |  |  |  |                                                                      |
|  |                          |  |                                   | порядок Гвоздичноцветные          |                     |  |                 |                 | род Горец            |  |  |  |                                                                      |
|  | клада Цветковые растения |  |                                   |                                   | семейство Гречишные |  |                 |                 | вид Горец почечуйный |  |  |  |                                                                      |
|  | клада Цветковые растения |  |                                   |                                   | семейство Гречишные |  |                 |                 |                      |  |  |  |                                                                      |
|  |                          |  | ещё 63 порядка цветковых растений | ещё 63 порядка цветковых растений |                     |  |                 | еще 60 родов    | еще 60 родов         |  |  |  |                                                                      |
|  |                          |  |                                   | ещё 63 порядка цветковых растений |                     |  |                 |                 | еще 60 родов         |  |  |  |                                                                      |

## Синонимы
- Persicaria dolichopoda (Ohki) Ohki ex Nakai
- Persicaria fusiformis (Greene) Greene
- Persicaria maculosa var. argentea Gray
- Persicaria mitis Garsault
- Persicaria salicifolia Gray
- Polygonum dolichopodum Ohwi
- Polygonum fusiforme Greene
- Polygonum persicaria L.
- Polygonum persicaria var. ruderale Meisn.
- Polygonum puritanorum Fernald
- Polygonum ruderale Salisb.